# Stanton Griffis
Stanton E. Griffis (ur. 2 maja 1887 w Bostonie, zm. w 1974 w Nowym Jorku) – amerykański polityk, bankier i dyplomata, były ambasador Stanów Zjednoczonych w Polsce w latach 1947–1948.

## Życiorys
Stanton Griffis był synem Williama E. Griffisa i Frances Griffis. Urodził się w Bostonie w stolicy stanu Massachusetts 10 grudnia 1887. Zasiadał we władzach Paramount Pictures oraz Madison Square Garden. W czasie I wojny światowej służył w amerykańskiej armii. Po II wojnie światowej pełnił obowiązki ambasadora Stanów Zjednoczonych Ameryki w następujących krajach: Polsce (1947-1948), Egipcie (1948-1949), Argentynie (1949-1950) i Hiszpanii (1951-1952).
Pobyt w Argentynie zaowocował powstaniem książki Lying In State. Były to czasy Juana i Evity Perón.
Griffis poślubił Dorothy (Griffis), z którą miał dwoje dzieci Theodorę i Nixona.
Były ambasador w Polsce zmarł w 1974 w Nowym Jorku.

## Twórczość
- Lying in state, Garden City, New York, Doubleday, 1952.